# Cardamila
Cardamila (in greco antico: Καρδάμυλα?) era una città dell'antica Grecia ubicata in Messenia.

## Storia
Era una delle sette città della Messenia che, secondo quanto narra Omero nell'Iliade, vennero offerte da Agamennone ad Achille per sedare la sua ira.
Strabone la situava in riva al mare, fra le città di Leuttro e Fera. Pausania, dice che ai suoi tempi apparteneva ai Lacedemoni, dato che l'imperatore Augusto l'aveva separata dalla Messenia e la situava ad 8 stadi dal mare e a  60 da Leuttro. Dice che c'era un santuario dedicato ad Atena, una immagine di Apollo Carneo e un santuario alle Nereidi dato che, secondo la mitologia greca erano emerse dal mare per andare con Neottolemo, il figlio di Achille, quando questi si recò a Sparta per sposare Ermione.
Viene localizzata a circa 5 km a sud-est dell'antica Leuttro (vicino alla città odierna di Stoupa),in un luogo che ancora oggi si chiama Cardamila.